# مجتمع مركب

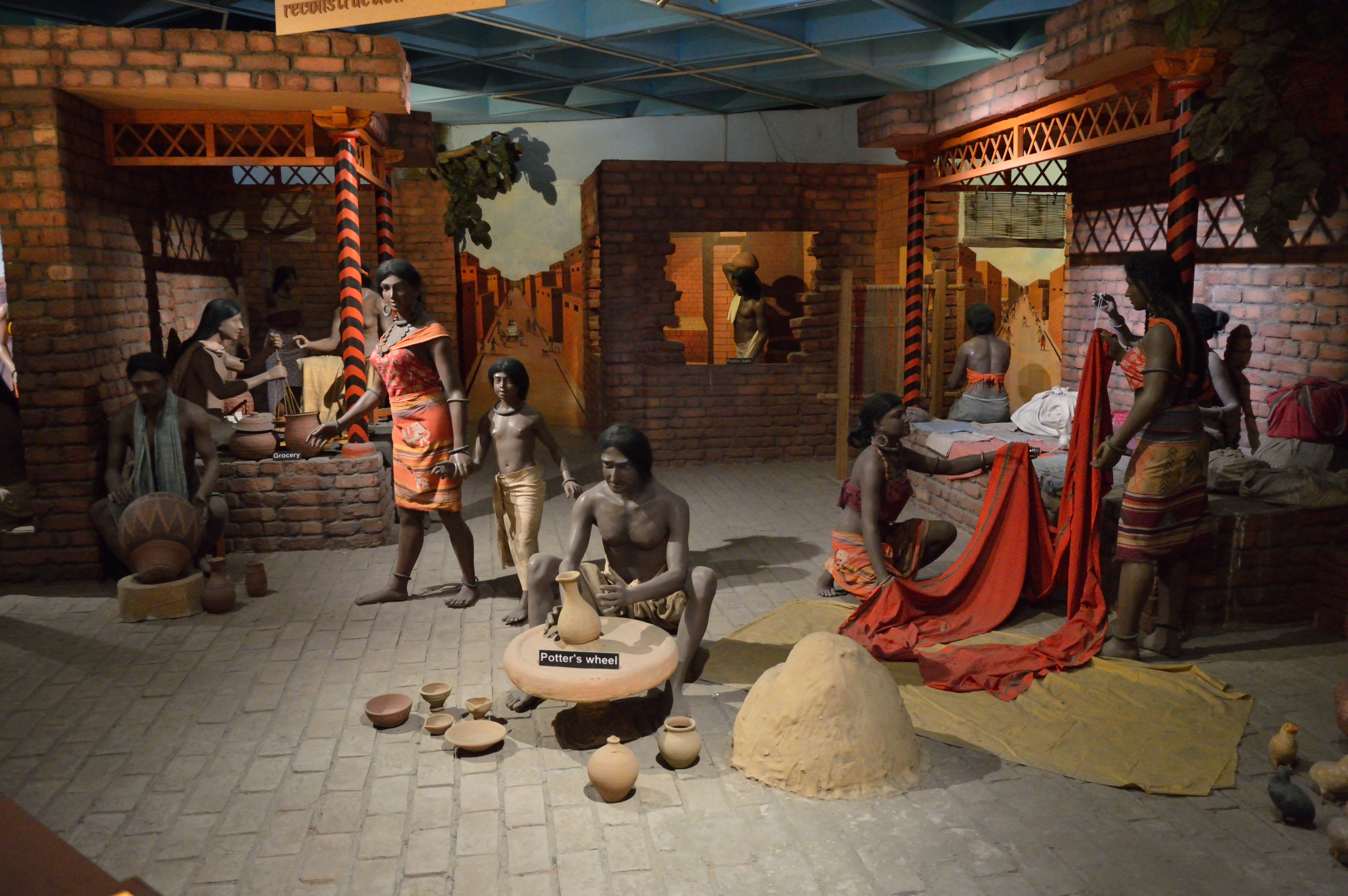

المجتمع المُركب هو مفهوم تشترك فيه مجموعة من التخصّصات التي تتضمّن علم الإنسان وعلم الآثار والتاريخ وعلم الاجتماع لوصف مرحلة من التكوين الاجتماعي. وضع الباحثون الذين يحاولون فهم كيف ظهرت الدول الحديثة هذا المفهوم، وتحديدا الانتقال من المجتمعات الصغيرة القائمة على الأقارب إلى المجتمعات المهيكلة هرميًّا.
يتّسم المجتمع المُركب بالصفات التالية:
- دولة ذو تعداد سكاني كبير، حيث يُهيكل اقتصادها وفقًا للتخصّص وتقسيم العمل. هذه السمات الاقتصادية تولّد طبقةً بيروقراطية وتُضفي الطابع المؤسسي على عدم المساواة.[2]
- من الناحية الأثرية، ميّزاتٍ كالمشاريع المعمارية الكبيرة وطقوس الدفن المسنونة.
- التنمية الزراعية واسعة النطاق، والتي تتيح الوقت لأفراد المجتمع لمجموعات المهارات المتخصّصة.
- الهيكل السياسي المنظَّم.

يُستخدم المصطلح في الغالب كاختصار للإشارة إلى مجتمعٍ ذي تنظيم سياسي معقد ويستخدم التكنولوجيا لتوسيع الإنتاج الاقتصادي.

## ظهور المجتمعات المُركبة
قبل أن يُطوّر البشر مجتمعاتٍ مُركبة، كانوا يعيشون في مجتمعاتٍ بدائية. يشير الإجماع التاريخي إلى أن المجتمعات المُركبة كانت وليدة المجتمعات البدائية حوالي 4000-2000 قبل الميلاد في مصر وبلاد الرافدين ووادي السند والصين. وفقًا للنظريات التقليدية لكيفية نشوء الدول، كانت الشرارة الأولية لتنمية المجتمعات المُركبة هي الفائض الزراعي. ويُفضي هذا التخصّص الاقتصادي إلى تقسيمات العمل. يُعد التحوّل الاقتصادي من الاقتصاد الزراعي إلى تقسيم العمل هو التفسير الأساسي لكيفية انتقال المجتمعات من مجتمعات بدائية إلى مجتمعاتٍ مُركبة.
قبل ظهور المجتمعات المُركبة، لم تكن هناك حاجة ماسّة لحكومة دولة قوية ومركزية. كانت الزيادة في عدد السكان في هذه المجتمعات تعني أن المجتمع أكبر من أن يعتمد على العلاقات الشخصية وغير الرسمية لحلّ النزاعات. هذا يعني أن هناك حاجة إلى الاعتراف بسلطة هرمية باعتبارها الحكم النهائي في مثل هذه السيناريوهات. وكانت هذه السلطة القضائية قادرة أيضًا على المطالبة بالسلطة العسكرية والاقتصادية والدينية. في كثير من الأحيان كانت المطالبة بمجالٍ واحد كافية لدعم الطموحات السياسية في المجالات الأخرى. أصبح هذا الهيكل الهرمي لاتخاذ القرار هو الدولة التي تميّز المجتمعات البدائية عن المجتمعات المُركبة.
يمكن أن يُعزى تطوّر المجتمعات المُركبة إلى عدة عوامل. النظرية السائدة التي تفسر بداية المجتمعات المُركبة هي الضغط الذي تفرضه الحرب أو ضرورة إيجاد وسيلة لتنظيم سكان يزيد عددهم عن 150 شخصًا. مساهمة الحرب في إنشاء مجتمعات مُركبة عن طريق الضغط من أجل الوصول إلى الفهم بين المجموعات التي تُقوّي التعاون في المجموعات، وتُحسّن من تنظيم هيكل المجموعات، وتزيد من الرغبة في تنمية سكان المجموعة. يؤدي تضخّم السكان إلى فقدان التفاعل بين شخص وآخر مما يخلق الحاجة إلى إنشاء نظام لمُتابعة التفاعل بين النظراء في المجموعة. ستعمل المجموعات بعد ذلك على إنشاء رموز للغة أو الملابس أو الإيديولوجيا لتحديد من ينتمي إلى المجموعة وتراتبية مواقعهم في المجتمع. تتّسع عملية تحديد الأشخاص الذين يقيمون في المجموعات أيضًا لتحديد هيكل قوّة المجموعة. كثيرًا ما يُستخدم تعريف هيكل القدرة داخل المجموعة باعتباره هيكلًا معنيًا بالسلطة الهرمية، حيث تُنظّيم المجموعات برئيس واحد للمجموعة يشرف عليها بأكملها. ستنمو المجموعة في النهاية إلى دولة ينقسم فيها العمل إلى تخصّصات، مما يعني أن هناك فروعٌ في المجتمع مسؤولة عن الشؤون العسكرية أو سنّ القوانين أو عن دين المجتمع المذكور، وتشغل نخبة المجتمع المناصب القيادية في تلك الفروع.

## تطوّر الحضارات المُركبة

### مجتمع الصيد وجمع الثمار المُتنقل (الجماعات)
تطوّرت ثقافة مجتمع الصيد وجمع الثمار في أوائل عصر ما قبل التاريخ. وتشير الآثار الدالة إلى تاريخ وجود هذا المجتمع إلى فترةٍ تصل إلى مليوني عام. كمجموعاتٍ بدويّة في المقام الأول، أولوا أهميةً كبيرة لفكرة القرابة؛ علاوة على ذلك، فإن مجموعات القرابة المركّزة هذه قد اعترفت بمكانة الفرد بالنظر إلى العمر، فقد كانوا ينظرون إلى شيوخهم على أنهم الحكماء داخل المجموعة. وبالتالي، اكتشفوا استخدام النار وطوّروا أدوات حجرية مُعقدة للصيد. يُظهر هؤلاء البشر الأوائل البدايات المبكرة لمُثُل التطوّر الاجتماعي والبيولوجي. لقد كانوا بالفطرة يؤمنون بالمساواة، وصيد ما يكفي من الغذاء وتوفير المأوى، في حين كان تقسيم العمل يرتكز بالدرجة الأولى على أساس النوع الاجتماعي مع تقدّم الصيد. بالإضافة إلى ذلك، أطلق تدجين الحيوانات والنباتات شرارة ثورة العصر الحجري الحديث. كان التحوّل بطيئًا إذ بدأت المجتمعات الأكثر تقدمًا في تطوير أساليب زراعية أكثر فعالية لتلبية احتياجاتها. غذّى هذا التركيب النمو في الحضارة المبكرة لبلاد الرافدين.

### المجتمعات الانقسامية (القبائل)
نادرًا ما تتألّف المجتمعات الانقسامية أو ما يُعرف أكثر بالقبائل أكثر من بضعة آلاف من الأفراد المستوطنين. لقد استطاعوا ملاءمة الابتكار الزراعي من خلال التركيز على البستنة وتدجين النباتات والحيوانات. إذ استمدوا جذور العصر الحجري الحديث من كونها قرابة مُركّزة ومن احترامهم لشيوخهم وللمعرفة التي يتمتعون بها نظرًا لكِبر سنهم. مع تطوّر بلاد الرافدين في وقتٍ مبكر، بدأت ثقافة العُبيد كواحدة من أوائل القرى المستقرة. قبل التوسّع إلى إمبراطورية متطورة بالكامل، كانت ثقافة العُبيد قد دجّنت الحيوانات والنباتات كالقمح والشعير والعدس والأغنام والماعز والماشية. بالإضافة إلى ذلك، طوّروا نظام الريّ لتلبية احتياجاتهم الزراعية بصورة مُثلى، وطُوِر هذا النظام على نطاقٍ أوسع في الحضارات، بالإضافة إلى توسيع نطاقه إلى ما هو أبعد من الأغراض الزراعية.

### المشيخات (البسيطة والمركبة)
تعمل المشيخات وفقًا لمبدأ التصنيف الترتيبي، فتقدّم بذلك الرُتب الاجتماعية والتفاوتات الاجتماعية المختلفة. انحرفت القبائل عن التركيز على القرابة وانتقلت إلى المكانة وفقًا للرتبة، كحقٍ معيّن مُكتسبٍ بالوراثة. بالإضافة إلى تقديمها لظهور التخصّص الحِرفي. وهذا يشكّل منظمةً سياسيّة تحددها الهرمية الاجتماعية والسلطة السياسية. ومع ذلك، أُرسيت مراكز الطقوس والاحتفالات، ولكن دون وجود مركز إداري. تُظهر المشيخة المبكرة لإريدو في تطوّر بلاد الرافدين فيما بعد العلاقة بين الموقع والطقوس. إن تأثيرهم على الزقورات ينقل هرمية السلطة وكيف تُحدد الأدوار الاجتماعية. وهكذا، فإن هذا يميل إلى شرعية المشهد الطبيعي والطقوس، ولكنه يقوّض أيضًا وجود الطبقة الاجتماعية، حيث يُفسح المجال للأشخاص ذوي المكانة على حساب الآخرين.

### الدول/ الإمبراطورية/ الحضارة
كان الهدف النهائي هو الوصول إلى هذا المستوى من التطوّر لطالما أن تركيبه يُظهر تطوّره في جميع الجوانب. بما أن الحضارة يُشكلها أكثر من 20000 شخص، استمرّت من خلال اعتمادها على النظام القائم على الاساس الطبقي. يمثل إنشاء الحضارات مزيجًا من مجموعات متعددة الأعراق التي تُسهم في بناء تلك الحضارة. على سبيل المثال، عند الإشارة إلى حضارة أمريكا الوسطى، لا يقتصر الأمر على ذكر كل من الأولميك والمايا والزابوتيك والأزتيك. إن استمرار تطوير الحضارات للمدن ذات الطابع المركزي فيما يتعلق بمراكز الطقوس والإدارة، يدلّ على تطوّر السلطة. عندما طوّروا أنشطتهم الاقتصادية والسياسية، ظهرت الكتابة وأصبحت رمزًا للامتياز للنخبة. بما أن المكانة الاجتماعية كانت بارزة، لم يتمكن جميع الأشخاص من الحصول على مهارة الكتابة هذه.